# Kölsuu
Der Kölsuu (kirgisisch Көлсуу) ist ein Bergsee im Tian Shan im Süden des Rajons At-Baschy des Oblus Naryn in Kirgisistan.
Der Kölsuu befindet sich in einem Gebirgsmassiv des Tian Shan unweit der chinesischen Grenze auf einer Höhe von 3514 m. Er erstreckt sich über eine Länge von etwa 11,5 km in Süd-Nord-Richtung. Die Wasserfläche beträgt 4,5 km². Der Kürümdük, ein linker Nebenfluss der Kök-Kyja, entwässert den See nach Norden.